# Lawrence Glendenin

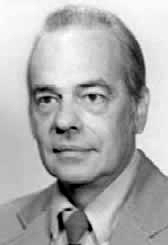
Lawrence E. Glendenin

Lawrence Elgin Glendenin (* 8. November 1918 in Bay City, USA; † 22. November 2008 in Illinois, USA) war ein US-amerikanischer Chemiker und Mitentdecker des Elements Promethium.
Glendenin arbeitete während des Zweiten Weltkriegs in den Clinton Laboratorien, jetzt Oak Ridge National Laboratory an der Untersuchung von Elementen aus der Kernspaltung. Er und seine beiden Kollegen Jacob A. Marinsky and Charles D. Coryell konnten das bis dahin unbekannte Seltene Erdmetall Promethium isolieren und auch über den Beschuss von Neodym mit Neutronen herstellen. Die Trennung von den anderen entstehenden Elementen erfolgte über Ionenaustauschchromatographie.
Glendenin gehörte 1945 zu den 154 Unterzeichnern der von Leó Szilárd organisierten Szilárd-Petition. In dieser Petition wurde Harry S. Truman aufgefordert, die Atombombe nur als Demonstration in einer unbewohnten Gegend einzusetzen, um Japan die Möglichkeit einer Kapitulation zu geben.
Ein Jahr nachdem er seinen Doktortitel 1949 erhalten hatte, wechselte er ans Argonne National Laboratory, wo er bis 1985 blieb.

## Preise
Der Glenn T. Seaborg Award for Nuclear Chemistry wurde ihm 1974 verliehen.